# Bogdan Stancu
Bogdan Sorin Stancu, född 8 juni 1987 i Pitești, är en rumänsk fotbollsspelare som spelar för turkiska Gençlerbirliği och Rumäniens fotbollslandslag. 